# Le Moustachu

Le Moustachu est une comédie française réalisée par Dominique Chaussois sortie en 1987.

## Synopsis
Le capitaine Duroc est ce qu'on appelle dans le jargon des services secrets, « un moustachu », un homme de terrain. Des coups tordus, il en a connu mais pas aussi tordus que l'histoire du parking sur l'autoroute A71, dont son supérieur a eu l'idée. Mais Duroc n'est pas si « con » que le pense son chef...

## Fiche technique
- Réalisation : Dominique Chaussois, assisté d'Olivier Péray
- Scénario : Dominique Chaussois
- Dialogues Dominique Chaussois
- Producteurs : Paul Claudon, Marie-Christine de Montbrial
- Musique : Vladimir Cosma
- Date de sortie dans les salles : 8 avril 1987
- Durée : 90 minutes
- Genre : comédie

## Distribution
- Jean Rochefort : le capitaine Duroc
- Grace de Capitani : la femme en bleu
- Jean-Claude Brialy : Leroy
- Jean-Louis Trintignant : le général Gougeard
- Maxime Leroux : Richard Staub
- Marie Mergey : la dame
- Marc Brunet : le routier
- Gilles Gaston-Dreyfus : le technicien Volvo
- Albert Delpy : le patron du restaurant
- Franca Maï : Catherine Fruck, la terroriste
- Jean-Claude Leguay : le jeune homme
- Jacques Mathou : Sully
- Thierry Langerak : Marton
- Jacques Pratoussy : Mercier
- Pierre Blot : Tirot
- Michel Bompoil : le second voyou
- Antonio Cauchois : Plancard
- Monique Couturier : la patronne du restaurant
- Max Desrau : le mari
- Jean-Charles Dumay : Stéphane Dax
- Eric Franklin : l'aide de camp
- Régis Musset : le premier voyou
- Olivier Pajot : le projectionniste
- Rémy Roubakha : l'employé au péage
- Marc Spilmann : le garçon du restaurant

## Autour du film
- Le tournage a eu lieu à Olivet, dans le Loiret, à Orléans et au château de Guiry.
- On peut entendre une musique de Vladimir Cosma reprise du film Le Coup du parapluie.
- La musique du générique est issue du film La Galette du roi, sorti deux années auparavant.